# ホテル・コンチネンタル・サイゴン
ホテル・コンチネンタル・サイゴンは、ベトナムホーチミン市のホテルで、パリのホテル・コンチネンタルにちなんで名付けられた。
ホーチミン市の商業中心地1区のドンコイ通り、ホーチミン市民劇場に隣接し、フランス統治時代の1880年に建設された。
長年に渡る改装を経たものの、ホテルは現在も当初の建築や様式の真髄を維持している。
ホテルの所有は、国営企業のサイゴン・ツーリストである。

## 歴史
過去、サイゴンの通りは単純に序数で名付けられていた。
サイゴン川の川岸を起点としており、現在の「ドンコイ通り」は「6番街」と呼ばれた。
1865年、フランス海軍提督ド・ラ・グランディエールが通りに名を付け直し、「6番街」は「カティナ(賑やかな場所の意)通り」となった。
のちにコンチネンタルが建築される土地に、最初に創建されたのはドニ・フレール商社であった。
次いで1865年、サイゴン初の日用品店ソリネール・ファーマソーティカルが置かれた。

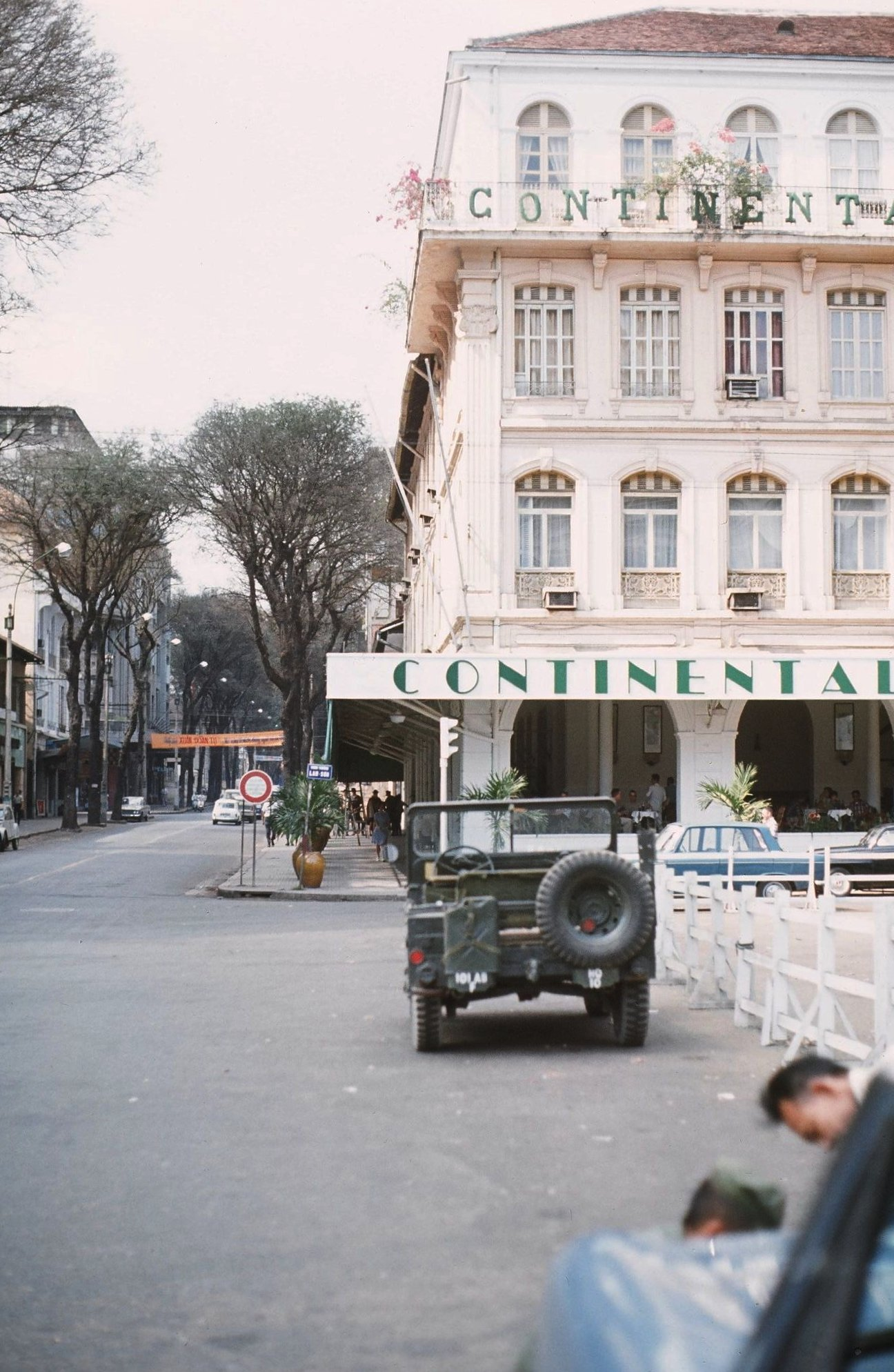
1968年、ホテル・コンチネンタルとトゥゾー通りの様子

1878年、家庭用器具や建築資材の製造会社ピエール・カゾーが、入植地への長い旅路を終えたフランス人旅行者にフレンチ・スタイルの贅沢な宿泊を提供しようと、ホテル・コンチネンタルの建築に取りかかった。
この計画には2年を要し、ホテル・コンチネンタルは1880年に営業を開始した。
同じ時期カティナ通りには、サイゴン大教会が建設され1880年に完成、1898年にサイゴン市庁舎が完成するなど、サイゴンの主要なコロニアル建築が建築されている。
ホテル・コンチネンタルは1892年、グロシュテファン氏により改装された。
1911年には、モンパンシエ公に買い取られた。
1930年、コルシカ出身の名高いギャング、マテュー・フランチーニが新しい所有者となり、その後は息子のフィリップが1975年4月のサイゴン陥落までホテルを経営した。
ホテル・コンチネンタル・サイゴンは、フランス統治時代のサイゴンの社会的・政治的な花形だった。
第一次インドシナ戦争の期間ホテル・コンチネンタルは、特派員、報道関係者、政治家、商人が政治的経済的ニュースや時事問題について語りあうランデブー・ポイントとなり、しばしば「ラジオ・カティナ」と呼ばれた。
1955年のベトナム分割の後、「カティナ通り」は「トゥゾー(自由)通り」に、「ガルニエ広場」は「ラムソン広場」に改名された。
ベトナム戦争の期間ホテルは「コンチネンタル・パレス」と改名、報道関係者は1階のバーを「大陸棚」と名付けて親しんだ。
ニューズウィーク誌とタイム誌は、それぞれ2階にサイゴン編集局を開設していた。
1975年4月のサイゴン陥落に続き、ホテルの所有権はホーチミン市政に移され、「トゥゾー通り」は「ドンコイ通り」と改名された。
ホテルは1976年に閉鎖され、1986年に「ドンコイ・ホテル」として再開された。
1988年から1989年にかけて完全修復されて、1989年にホテル・コンチネンタルとして再開された。

## 宿泊した著名人
- ラビンドラナート・タゴール
- アンドレ・マルロー
- グレアム・グリーン ：　214号室に長期滞在し、フランス統治の余波を題材にした小説『おとなしいアメリカ人』の構想を練った。
- ジャック・シラク
- マハティール・ビン・モハマド

## ポップカルチャー
グレアム・グリーンの小説『おとなしいアメリカ人』には、ホテルが舞台として描かれており、二度の映画化作品『静かなアメリカ人』『愛の落日』にも登場する。

また『インドシナ』は、ホテル・コンチネンタル・サイゴンが舞台となっている。